# Zbigniew Pruszkowski
Zbigniew Pruszkowski (ur. 27 stycznia 1938 w Warszawie) – polski polityk, poseł na Sejm PRL VIII i IX kadencji.

## Życiorys
Posiada wykształcenie średnie ogólnokształcące (choć w 1982 podjął studia wieczorowe na Wydziale Ekonomicznym Uniwersytetu Warszawskiego). W 1956 rozpoczął pracę w Polskich Zakładach Optycznych (był m.in. polerownikiem optycznym). W 1966 wstąpił do Polskiej Zjednoczonej Partii Robotniczej. W 1980 uzyskał mandat posła na Sejm PRL VIII kadencji w okręgu Warszawa-Praga-Południe. Zasiadał w Komisji Mandatowo-Regulaminowej, Komisji Nauki i Postępu Technicznego, Komisji Do Spraw Samorządu Pracowniczego Przedsiębiorstw oraz w Komisji Oświaty, Wychowania, Nauki i Postępu Technicznego. W 1985 uzyskał reelekcję w tym samym okręgu. Zasiadał w Komisji Odpowiedzialności Konstytucyjnej, Komisji Spraw Samorządowych, Komisji Nadzwyczajnej do rozpatrzenia projektu ustawy o zmianach w organizacji naczelnych i centralnych organów administracji państwowej, Komisji Nadzwyczajnej do rozpatrzenia poselskiego projektu ustawy o konsultacjach społecznych i referendum, Komisji Nadzwyczajnej do rozpatrzenia projektów ustaw związanych z realizacją drugiego etapu reformy gospodarczej oraz w Komisji Nadzwyczajnej oraz w Komisji Nadzwyczajnej do rozpatrzenia projektu ustawy Prawo o stowarzyszeniach oraz projektów ustaw dotyczących związków zawodowych.

## Odznaczenia
- Krzyż Kawalerski Orderu Odrodzenia Polski
- Brązowy Krzyż Zasługi (1970)
- Medal 30-lecia Polski Ludowej (1974)